# International Lawn Tennis Challenge 1914
Der International Lawn Tennis Challenge 1914 war die 13. Ausgabe des von der International Lawn Tennis Federation (ILTF) veranstalteten Wettbewerbes für Herrennationalmannschaften im Tennis. Das vom 13. bis 15. August 1914 ausgetragene Finale in New York City gewann Herausforderer Australasien gegen Titelverteidiger USA, und sicherte sich somit den bisher fünften Titel.

## Die Mannschaften

### Weltgruppe
Außer dem Titelverteidiger nahmen sechs weitere Mannschaften an der International Lawn Tennis Challenge teil. Diese Teams spielten in der Weltgruppe um das Finalticket gegen die USA.
| - Australasien - Belgien - Deutsches Reich | - Frankreich - Großbritannien - Kanada |

## Ergebnisse
| Viertelfinale Juni           | Viertelfinale Juni          | Viertelfinale Juni    |                             |                | Halbfinale Juli/August | Halbfinale Juli/August | Halbfinale Juli/August |  |  | Finale 6.–8. August | Finale 6.–8. August | Finale 6.–8. August |
|                              |                             |                       |                             |                |                        |                        |                        |  |  |                     |                     |                     |
| Dritte Französische Republik | Frankreich                  |                       |                             |                |                        |                        |                        |  |  |                     |                     |                     |
|                              | Freilos                     |                       |                             |                |                        |                        |                        |  |  |                     |                     |                     |
| Dritte Französische Republik | Frankreich                  | 1                     |                             |                |                        |                        |                        |  |  |                     |                     |                     |
| Dritte Französische Republik | Frankreich                  | 1                     |                             |                |                        |                        |                        |  |  |                     |                     |                     |
|                              | Vereinigtes Konigreich 1801 | Großbritannien        | 4                           |                |                        |                        |                        |  |  |                     |                     |                     |
| Belgien                      | Vereinigtes Konigreich 1801 | Großbritannien        | 4                           | Belgien        | 0                      |                        |                        |  |  |                     |                     |                     |
| Belgien                      |                             |                       |                             | Belgien        | 0                      |                        |                        |  |  |                     |                     |                     |
| Vereinigtes Konigreich 1801  | Großbritannien              | 5                     |                             |                |                        |                        |                        |  |  |                     |                     |                     |
| Vereinigtes Konigreich 1801  | Großbritannien              | 5                     | Vereinigtes Konigreich 1801 | Großbritannien | 2                      |                        |                        |  |  |                     |                     |                     |
|                              |                             |                       |                             | Großbritannien | 2                      |                        |                        |  |  |                     |                     |                     |
|                              | Australasien                | Australasien          | 3                           |                |                        |                        |                        |  |  |                     |                     |                     |
| Australasien                 | Australasien                | Australasien          | 3                           | Australasien   | 5                      |                        |                        |  |  |                     |                     |                     |
| Australasien                 |                             |                       |                             | Australasien   | 5                      |                        |                        |  |  |                     |                     |                     |
| Kanada 1868                  | Kanada                      | 0                     |                             |                |                        |                        |                        |  |  |                     |                     |                     |
| Kanada 1868                  | Kanada                      | 0                     | Australasien                | Australasien   | 5                      |                        |                        |  |  |                     |                     |                     |
|                              |                             |                       | Australasien                | Australasien   | 5                      |                        |                        |  |  |                     |                     |                     |
|                              | Deutsches Reich             | Deutsches Kaiserreich | 0                           |                |                        |                        |                        |  |  |                     |                     |                     |
|                              | Deutsches Reich             | Deutsches Kaiserreich | 0                           | Freilos        |                        |                        |                        |  |  |                     |                     |                     |
|                              |                             |                       |                             |                |                        |                        |                        |  |  |                     |                     |                     |
| Deutsches Reich              | Deutsches Kaiserreich       |                       |                             |                |                        |                        |                        |  |  |                     |                     |                     |

## Finale
| USA                                                                           | Finale | Australasien                                               |
| ----------------------------------------------------------------------------- | --- | ---------------------------------------------------------- |
| Team Tom Bundy Maurice McLoughlin Richard Williams Kapitän Maurice McLoughlin | Datum: 13. bis 15. August 1914 Ort: West Side Tennis Club, Forest Hills, New York City (USA) Belag: Rasen \| Richard Williams \| 5:7, 2:6, 3:6 \| Anthony Wilding \| \| Maurice McLoughlin \| 17:15, 6:3, 6:3 \| Norman Brookes \| \| Tom Bundy Maurice McLoughlin \| 3:6, 6:8, 7:9 \| Norman Brookes Anthony Wilding \| \| Richard Williams \| 1:6, 2:6, 10:8, 3:6 \| Norman Brookes \| \| Maurice McLoughlin \| 6:2, 6:3, 2:6, 6:2 \| Anthony Wilding \| Resultat: 2:3 | Team Norman Brookes Anthony Wilding Kapitän Norman Brookes |
| Richard Williams                                                              | 5:7, 2:6, 3:6 | Anthony Wilding                                            |
| Maurice McLoughlin                                                            | 17:15, 6:3, 6:3 | Norman Brookes                                             |
| Tom Bundy Maurice McLoughlin                                                  | 3:6, 6:8, 7:9 | Norman Brookes Anthony Wilding                             |
| Richard Williams                                                              | 1:6, 2:6, 10:8, 3:6 | Norman Brookes                                             |
| Maurice McLoughlin                                                            | 6:2, 6:3, 2:6, 6:2 | Anthony Wilding                                            |